# San José de Guanipa (khu tự quản)
San José de Guanipa là một khu tự quản thuộc bang Anzoátegui, Venezuela. Thủ phủ của khu tự quản San José de Guanipa đóng tại San José de Guanipa. Khự tự quản San José de Guanipa có diện tích 792 km2, dân số theo điều tra dân số ngày 21 tháng 10 năm 2001 là 64016 người.